# Floresta Nacional de Altamira
A Floresta Nacional de Altamira é uma floresta nacional no estado do Pará, Brasil.

## Localização
A Floresta Nacional de Altamira se localiza no bioma Amazônico . Possui uma área de 724965.51 hectares .  Abrange parte dos municípios de Altamira, Itaituba e Trairão no estado do Pará.  A floresta fica na planície amazônica, com altitudes de 180 a 350 metros, compreendendo a bacia hidrográfica entre o rio Tapajós e o rio Xingu . Contém parte do rio Curuaés na bacia do Xingu.  O plano anual de 2009 autorizou a concessão de quatro unidades de manejo florestal com um total de 380 mil hectares, que foram alocadas a duas empresas com contratos previstos para durar 40 anos e gerar cerca de 900 empregos formais, 80% dos quais locais. 

## Ambiente
A precipitação média anual é de 2800 milímetros . As temperaturas variam de 24 a 33 graus Celsius com uma média de 27 graus.  A vegetação é principalmente floresta aberta com cipós, mas também inclui densa floresta submontana e floresta tropical pluvial. Os primatas endêmicos incluem o coatá-de-testa-branca (Ateles marginatus) e o sagüi-branco (Mico leucippe).

## Conservação
A Floresta Nacional de Altamira foi criada pelo decreto nº 2.483, de 2 de fevereiro de 1998, e é administrada pelo Instituto Chico Mendes de Conservação da Biodiversidade (ICMBio).  A área é  classificada como área protegida da IUCN na categoria VI (área protegida com uso sustentável dos recursos naturais) com o objetivo de uso múltiplo sustentável dos recursos florestais e pesquisa científica, com ênfase em métodos de exploração sustentável de florestas nativas.  Entre as espécies protegidas estão a onça-pintada (Panthera onca), a ariranha (Pteronura brasiliensis) e o peixe-boi da Amazônia (Trichechus inunguis). 
1. 1 2 3  Flona Altamira – Chico Mendes.
2. 1 2 3 4  Unidade de Conservação ... MMA.
3. ↑  Floresta Nacional de Altamira (PA) – Serviço Florestal.